# Give a Reason
A Give a Reason Hajasibara Megumi és Okui Maszami második közös kislemeze, mely 1996. április 24-én jelent meg a King Records kiadó jóvoltából. A kislemez a Slayers Next anime nyitó- és záródalát tartalmazza, a nyitódalt Hajasibara Megumi, míg a záródalt Okui Maszami énekli. A kislemez ugyan csak a lemezeladási lista kilencedik helyéig jutott el, de tizenhárom hétig maradt a listán, és 232 850 példány kelt el, ezzel ez máig az egyik legsikeresebb anime dalból készült kislemez.[forrás?]

## Dalok listája
1. Give a Reason 4:26
2. Dzsama va szaszenai 4:41
3. Give a Reason (Off Vocal Version) 4:26
4. Dzsama va szaszenai (Off Vocal Version) 4:41

## Az alábbi albumokon szerepeltek a dalok
Give a Reason:
- Bertemu (1996. november 1.)
- Vintage S (2000. április 26.)
- Slayers Megumix (2008. június 25.)

Dzsama va Szaszenai
- V-sit (1996. szeptember 21.)
- S-Mode #2 (2004. február 25.)